# D'Arsonval (månekrater)
D'Arsonval er et lille nedslagskrater på Månen. Det befinder sig på Månens bagside og er opkaldt efter den franske fysiker Jacques A. d'Arsonval (1851 – 1940).
Navnet blev officielt tildelt af den Internationale Astronomiske Union (IAU) i 1976. 

## Omgivelser
D'Arsonvalkrateret ligger over den nordøstlige rand af det ældre og større Danjonkrater. Vest for d'Arsonval ligger Perepelkinkrateret.

## Karakteristika
Kraterranden i d'Arsonval er noget slidt, og det har en lav aflang central højderyg nær kratermidten. Randen danner en saddelformet sænkning, hvor den falder samme med Danjon mod sydvest. En kløft i måneoverfladen begynder lige øst for den ydre rand og fortsætter mod nord.

## Satellitkratere
De kratere, som kaldes satellitter, er små kratere beliggende i eller nær hovedkrateret. Deres dannelse er sædvanligvis sket uafhængigt af dette, men de får samme navn som hovedkrateret med tilføjelse af et stort bogstav. På kort over Månen er det en konvention at identificere dem ved at placere dette bogstav på den side af satellitkraterets midte, som ligger nærmest hovedkrateret. D'Arsonvalkrateret har følgende satellitkratere:
| D'Arsonval | Længde | Bredde   | Diameter |
| ---------- | ------ | -------- | -------- |
| A          | 8,4° S | 125,0° Ø | 17 km    |

## Måneatlas
- Billeder af D'Arsonvalkrateret i LPI-måneatlasset